# Ленінградсько-Новгородська операція
Ленінгра́дсько-Новгоро́дська опера́ція (14 січня — 1 березня 1944) — стратегічна наступальна операція радянських військ на північному фланзі Східного фронту Другої світової війни, що проводилася військами Ленінградського (генерал армії Говоров Л. О.), Волховського (генерал армії Мерецков К. П.) і 2-го Прибалтійського (генерал армії Попов М. М.) фронтів у взаємодії з Червонопрапорним Балтійським флотом (адмірал Трибуц В. П.) і авіацією далекої дії (маршал авіації Голованов О. Є.), частина битви за Ленінград у 1941—1944 роках.
Перед радянськими військами ставилося завдання розгромити німецьку групу армій «Північ» (16 А і 18 А), повністю зняти блокаду Ленінграда і звільнити Ленінградську область від німецьких військ.
В рамках даної операції проведені фронтові наступальні операції:
- Красносельсько-Ропшинська (14.01.44-30.01.44);
- Новгородсько-Лузька (14.01.44-15.02.44, Волховський);
- Кінгісеппсько-Гдовська (01.02.44-01.03.44, Ленінградський);
- Староруссько-Новоржевська (18.02.44-01.03.44, 2-й Прибалтійський).